# Дом Рокка
 Дом Рокка в Одессе  — объект культурного наследия г. Одессы, расположен по адресу  Садовая улица, д. 20.

## Описание
Доходный дом был построен в 1892 году. На стене дома сохранилась таблички с фамилиями архитектора М. Г. Рейнгерц и владельца дома Феликса Ивановича Рокка и указанием старой нумерации дома (дом № 18).

## История
В конце XIX в. в доме Рокка располагалась 2-я мужская прогимназия, а в 1901—1905 гг. в доме — штаб 8-го армейского корпуса под командованием генерал-лейтенанта Сергея Николаевича Мылова. В 1911—1937 гг. в доме жил украинский переводчик, филолог и общественный деятель В. Г. Боровик, а в 1944—1968 гг. — кардиолог и бальнеолог, профессор А. М. Сигал (1886—1968). 
В первые послевоенные годы в здании размещался Комитет профсоюза работников мукомольной промышленности.

## Память
Памятник архитектуры местного значения с 1991 г. — по решению Одесского облисполкома от 27.12.1991 № 580.
В настоящее время жилой дом с торговыми помещениями.